# Prokineticin
Prokineticin هوَ بروتين يُشَفر بواسطة جين Prokineticin في الإنسان.